# Marionette (chanson)
Pour l’article homonyme, voir Marionette.
Singles de Yui Sakakibara
KoIGoRoMo / Eternal Snow
(2009) Déjà vu / Silky Rain
(2009)
Marionette est le 17e single de Yui Sakakibara sorti sous le label Love×Trax Office le 17 avril 2009 au Japon. Il arrive 169e à l'Oricon, il reste classé 1 semaine pour un total de 267 exemplaires vendus.
Marionette a été utilisé comme thème d'ouverture pour le jeu vidéo Pygmalion, et Haitoku no Enbukyoku comme thème de fermeture.

## Liste des titres
Toutes les paroles sont écrites par Yui Sakakibara.
| 1. | Marionette                                         | Yui Sakakibara | 4:13 |
| 2. | Haitoku no Enbukyoku (背徳の円舞曲)                | Yui Sakakibara | 4:12 |
| 3. | Marionette (Instrumental)                          | Yui Sakakibara | 4:12 |
| 4. | Haitoku no Enbukyoku (Instrumental) (背徳の円舞曲) | Yui Sakakibara | 4:10 |